# Isadore Nathaniel Parker
Isadore Nathaniel (Niel) Parker (* 20. Januar 1908 in Worcester; † 4. Februar 2011 in Los Angeles) war ein US-amerikanischer Jazz-Trompeter, der häufig in den Studios von Hollywood arbeitete.

## Leben und Wirken
Parker war in jungen Jahren bei Boston tätig und ging dann 1922 zusammen mit dem Sänger und Comedian Jerry Colonna nach New York. Dort spielte er zusammen mit den seinerzeit erfolgreichen Musikern wie Bix Beiderbecke, den Dorsey Brothers, Joe Venuti, Eddy Duchin, Glenn Miller, Benny Goodman und Paul Whiteman und arbeitete für die Plattenstudios von Columbia, Gennett und Victor.
Zu seinen Kompositionen gehören Chinese Jumble und State and Madison Stomp, die bei Denton & Haskins Co. erschienen und bei Edison Records, zuerst noch unter der persönlichen Leitung von Thomas Alva Edison, aufgenommen wurden. Bei Columbia nahm er 1928 zusammen mit Ruby Bloom and the Star of Blackbirds eine erste Fassung von I Can’t Give You Anything but Love auf.
Auch bei New Yorker Radiosendern war er regelmäßig unter Jack Benny und Eddie Cantor aktiv, bevor er nach Los Angeles wechselte, wo er unter musikalischen Leitern wie Georgie Stoll, Franz Waxman und Alfred Newman zum festen Bestandteil der Studioszene wurde.
Parker schrieb und arrangierte die Musik für Fox Movietone Follies of 1929 und war auch in Szenen mit dem Comedian El Brendel zu sehen. Er trainierte Jackie Cooper für seine Rolle in Man with a Horn und ging sechs Monate mit der Kate Smith Revue auf Tournee.
Während des Zweiten Weltkriegs war er ab 1942 bei den United States Army Air Forces; dort war er mit der Studiomannschaft aus Hollywood unterwegs und trat beim Armeerundfunk in Hawaii vor das Mikrophon. Nach dem Krieg trat er zusammen mit Frank Sinatra, Red Skelton und Edgar Bergen im Radio auf. Auch studierte er am Los Angeles State College, dort erlangte er einen hervorragenden Abschluss als Bachelor (Liberal Arts), später auch als Master in Vocational Counseling & Guidance. Später war er in Los Angeles Lehrer und arbeitete bei Douglas Aircraft Co. und Aerojet General Corp. in der Luftfahrtindustrie.
Mit seinem Tod im Alter von 103 Jahren hinterließ Parker seine langjährige Lebensgefährtin Hannah M. Walker.